# Vital Eiselt
Vital Eiselt, fue un jugador de baloncesto esloveno nacido el 6 de mayo de 1941, en Liubliana, RFS Yugoslavia. Consiguió 3 medallas en competiciones internacionales con Yugoslavia.